# سیارک ۴۱۳۳
سیارک ۴۱۳۳ (به انگلیسی: 4133 Heureka، نامگذاری:1942DB) چهار هزار و صد و سی و سومین سیارک کشف شده‌است که در ۱۷ فوریه ۱۹۴۲ کشف شد.
قدر مطلق سیارک برابر ۱۲٫۸۰ است.